# Mesogonia aliena
Mesogonia aliena är en insektsart som beskrevs av Young 1977. Mesogonia aliena ingår i släktet Mesogonia och familjen dvärgstritar. Inga underarter finns listade i Catalogue of Life.